# Sam Bennett
Sam Bennett (* 16. října 1990) je irský profesionální silniční cyklista jezdící za UCI WorldTeam Decathlon–AG2R La Mondiale. Bennett, který se zaměřuje na sprinty, se stal profesionálem v roce 2011 a vyhrál 8 etap na Grand Tours: 3 etapy na Giru d'Italia 2018 a 2 etapy na Vueltě a España 2019 za tým Bora–Hansgrohe, 2 etapy a bodovací soutěž na Tour de France 2020 a 1 etapu na Vueltě a España 2020 za tým Deceuninck–Quick-Step.

## Biografie
Bennett se narodil v roce 1990 v Menenu v Belgii, kam v roce 1989 přišel jeho otec Michael hrát za profesionální fotbalový tým Eendracht Wervik. Ve 4 letech se se svými rodiči přestěhoval do rodného Irska, kde strávil většinu svého dětství ve městě Carrick-on-Suir, rodném městě cyklisty Seana Kellyho.

### Začátek kariéry
Bennett se ve věku 17 let připojil k jihofrancouzském týmu Vélo-Club La Pomme Marseille poté, co dokončil první rok studia na Waterfordově institutu technologií. V roce 2009 jel Bennett poprvé závod Rás Tailteann za tým Carrick Wheelers Dan Morrissey. Ve věku 19 let se Bennett stal národním šampionem v silničním závodu do 23 let ve městě Sligo.

### An Post–Sean Kelly (2011–2013)
V roce 2011 Bennett odešel z Francie a přidal se k týmu Seana Kellyho An Post–Sean Kelly pod vedením manažera Kurta Bogaertse. Znovu zvítězil na národním šampionátu v silničním závodu do 23 let a také vyhrál jednodenní závod Grote Prijs Stad Geel, jenž je klasifikován na úrovni 1.2.
Následující rok dokončil na 10. místě silniční závod do 23 let na mistrovství světa v Limburgu a na 7. místě silniční závod do 23 let na mistrovství Evropy.
V roce 2013 Bennett vyhrál 2 etapy na domácím etapovém klání Rás Tailteann - 3. etapu do Listowelu a 8. etapu do Skerries. Další triumf si zapsal na závodu Tour of Britain, kde opanoval 5. etapu. Mimo to také dokončil druhý v etapach 2 a 8.

### NetApp–Endura (2014–2019)

#### Sezóna 2014
V sezóně 2014 získal Bennett 3 vítězství pro svůj nový tým NetApp–Endura: jednodenní závody Clásica de Almería a Rund um Köln společně s 5. etapou závodu Bayern–Rundfahrt končící v Norimberku.

#### Sezóna 2015
Bennett svou sezónu začal na závodu Kolem Kataru, kde vyhrál poslední etapu končící v Dauhá. Na závodu Bayern–Rundfahrt vyhrál etapy 1 a 3, díky čemuž vyhrál poprvé v kariéře bodovací soutěž na etapovém závodu. Na klasice Scheldeprijs se Bennett přimotal do hromadného pádu a byl převezen na kontrolu do nemocnice. Na start Tour de France se postavil s kýlou na bránici. Dokončil 16 etap, než odstoupil. Do závodění se vrátil na Arctic Race of Norway a vyhrál 2. etapu do Setermoenu. V bodovací soutěži se umístil na 2. místě za Alexandrem Kristoffem. Poslední vítězství sezóny získal Bennett na závodu Paříž–Bourges ve spinterském dojezdu.

#### Sezóna 2016
V březnu 2016 získal Bennett první vítězství sezóny v 1. etapě na Critériu International. Bennettova snaha o vítězství v etapě na Tour de France byla zmařena nehodou, při níž si zlomil několik prstů na pravé ruce, ale pokračoval až do cíle v Paříži. Nakonec dojel na posledním místě v celkovém pořadí a stal se tak držitelem lanterne rouge. V poslední etapě dojel v první desítce. Po doléčení svých zranění z Tour de France se Bennett vrátil do závodění na Giru di Toscana, kde vyhrál etapu a bodovací soutěž. Další měsíc úspěšně obhájil své vítězství na Paříž–Bourges.

#### Sezóna 2017
7. března 2017 vyhrál Bennett 3. etapu závodu Paříž–Nice. Další vítězství si připsal na závodu Kolem Slovinska, kde vyhrál 2 etapy a bodovací soutěž. To samé se mu podařilo na Czech Cycling Tour, kde vyhrál 2. etapu končící ve Frýdku–Místku a 4. etapu končící v Dolanech. I díky těmto vítězstvím vyhrál bodovací soutěž. V září vyhrál Bennett jednodenní závod Münsterland Giro ve fotofiniši. V říjnu zakončil Bennett sezónu na závodu Kolem Turecka, kde vyhrál 4 z 6 etap.

#### Sezóna 2018
Bennett začal svou sezónu na Tour Down Under, ačkoliv byl nemocný. Také se zúčastnil Paříž–Nice, ale musel odstoupit v průběhu 3. etapy kvůli nachlazení. Na závodu Volta a Catalunya dokončil Bennett na 2. místě v 2. etapě. 11. května 2018 získal své 1. vítězství na Grand Tours, kdy vyhrál 7. etapu Gira d'Italia končící ve městě Praia a Mare. Další vítězství přidal ve 12. etapě s cílem na Imolském autodromu a v poslední etapě končící v Římě.

#### Sezóna 2019

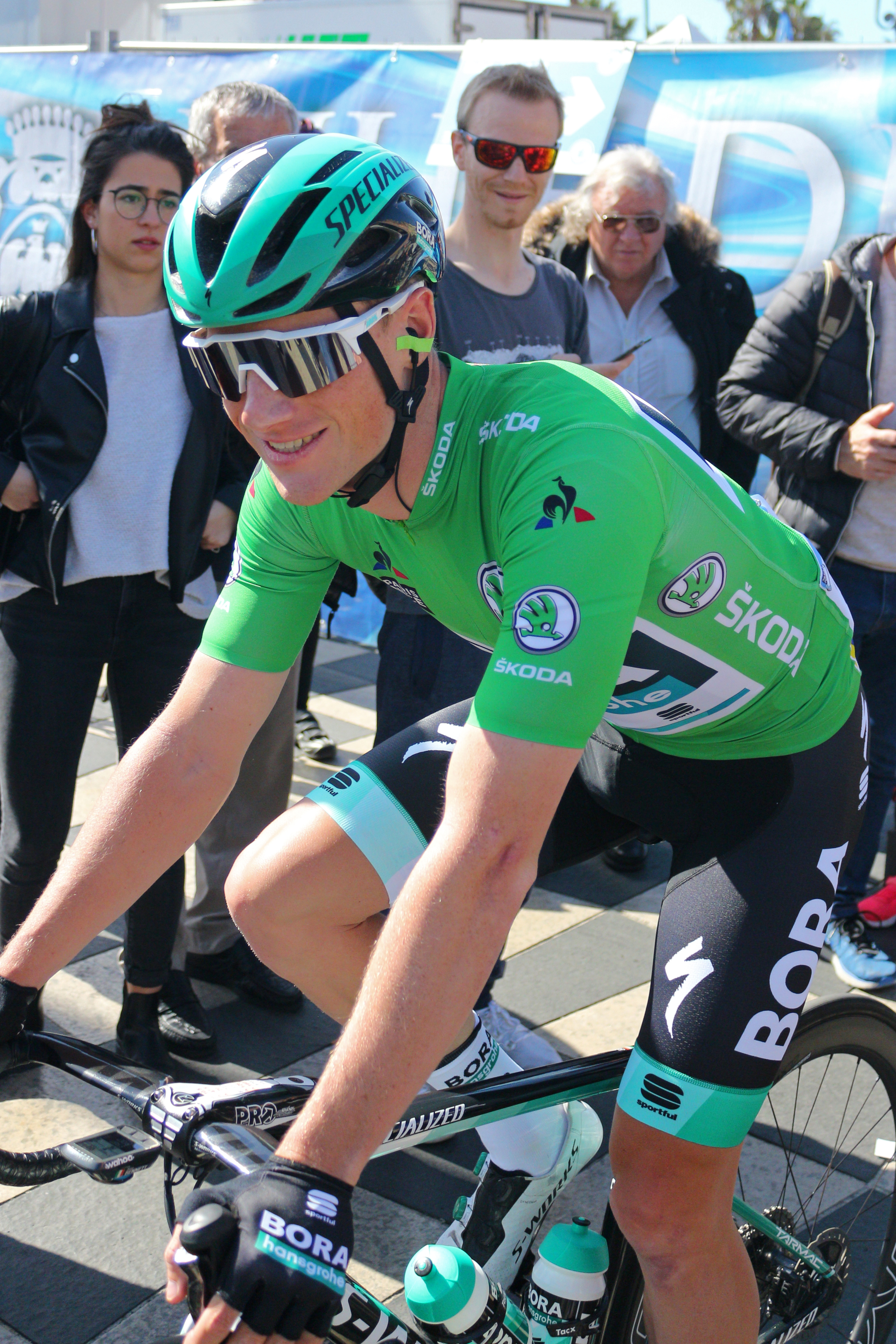
Bennett na Paříž–Nice 2019, kde vyhrál 2 etapy.

V březnu 2019 vyhrál Bennett 2 etapy na závodu Paříž–Nice. V srpnu 2019 byl jmenován na startovní listině Vuelty a España, poprvé ve své kariéře. 26. srpna vyhrál 3. etapu závodu. Poté ještě v průběhu přidal 4 druhá místa a další vítězství, tentokrát ve 14. etapě. Do cíle v Madridu dojel na 3. místě v bodovací soutěži za celkovým vítězem Primožem Rogličem a vítězem soutěže mladých jezdců Tadejem Pogačarem.

### Deceuninck–Quick-Step (2020–2021)
V prosinci 2019 podepsal Bennett dvouletý kontrakt s belgickým týmem Deceuninck–Quick-Step.

#### Sezóna 2020
Po úspěšném začátku sezóny, kdy Bennett vyhrál v Austrálii úvodní etapu Tour Down Under a první ročník jednodenní klasiky Race Torquay, byla sezóna přerušena kvůli pandemii covidu-19. Po restartu na konci července vyhrál Bennett 4. etapu Vuelty a Burgos a 3. etapu Tour de Wallonie.
Bennett byl jmenován na startovní listině Tour de France 2020 a hned ve 3. etapě dojel na 2. místě za Calebem Ewanem. V 5. etapě dojel Bennett na 3. místě a získal zelený dres pro lídra bodovací soutěže. První vítězství v etapě na Tour de France získal Bennett v 10. etapě před Ewanem a Peterem Saganem, díky čemuž znovu získal zelený dres, který do té doby patřil právě Saganovi. 20. září vyhrál Bennett poslední etapu Tour, čímž se stal teprve pátým jezdcem, jenž vyhrál poslední etapu Tour v zeleném dresu. Zároveň také vyhrál bodovací soutěž, čímž se stal druhým vítězem této klasifikace z Irska (a druhým z města Carrick-on-Suir) po Seanu Kellym. Ten získal zelený dres v letech 1982, 1983, 1985 a 1989.
23. října Bennett vyhrál čtvrtou etapu Vuelty a España. V deváté etapě také přejel cílovou pásku na prvním místě, ale byl odsunut kvůli "strkání" v posledním kilometru. Novým etapovým vítězem se stal Pascal Ackermann. V poslední etapě byl znovu poražen Ackermannem a z Vuelty tak odjel pouze s jedním etapovým triumfem.

#### Sezóna 2021
Bennett zahájil svou sezónu na konci února etapovým závodem UAE Tour, kde vyhrál etapy 4 a 6. Po závodu Paříž–Nice, kde vyhrál etapy 1 a 15, se Bennett přemístil do Belgie, kde vyhrál jednodenní závod Classic Brugge–De Panne a na začátku dubna byl poražen pouze Jasperem Philipsenem na Scheldeprijsu. Na začátku května se Bennett zúčastnil odloženého závodu Volta ao Algarve kde vyhrál úvodní a 3. etapu, díky čemuž vyhrál i bodovací soutěž. Bennett se dále měl zúčastnit závodů Kolem Belgie a Tour de France, kde měl obhajovat vítězství v bodovací soutěži, ale ani jednoho závodu se nezúčastnil kvůli zranění kolene. V obou případech byl nahrazen Markem Cavendishem.

### Decathlon–AG2R La Mondiale (2024–)
V listopadu 2023 bylo oznámeno, že Bennett podepsal dvouletý kontrakt s UCI WorldTeamem Decathlon–AG2R La Mondiale od roku 2024.

## Hlavní výsledky
2008
Mistrovství Evropy v dráhové cyklistice
 vítěz bodovacího závodu juniorů
Národní šampionát
 vítěz juniorského silničního závodu
vítěz Martin Donnelly Junior Tour
2009
vítěz Alleins GP
Rás Tailteann
vítěz 7. etapy
Národní šampionát
5. místo silniční závod do 23 let
2010
Národní šampionát
 vítěz silničního závodu do 23 let
Rhône-Alpes Isère Tour
vítěz 4. etapy
7. místo Grand Prix de Vougy
8. místo Dijon–Auxonne–Dijon
2011
Národní šampionát
 vítěz silničního závodu do 23 let
5. místo silniční závod
vítěz Grote Prijs Stad Geel
2012
3. místo Ronde van Noord-Holland
Mistrovství Evropy
7. místo silniční závod do 23 let
8. místo Grote Prijs Stad Zottegem
Mistrovství světa
10. místo silniční závod do 23 let
2013
Suir Valley 3 Day
celkový vítěz
Rás Tailteann
vítěz etap 3 a 8
Tour of Britain
vítěz 5. etapy
4. místo Schaal Sels
4. místo Kernen Omloop Echt-Susteren
7. místo Dutch Food Valley Classic
10. místo Omloop van het Waasland
2014
vítěz Clásica de Almería
vítěz Rund um Köln
Bayern–Rundfahrt
 vítěz bodovací soutěže
vítěz 5. etapy
2. místo Pro Race Berlin
5. místo Scheldeprijs
6. místo RideLondon–Surrey Classic
2015
vítěz Paříž–Bourges
Bayern–Rundfahrt
vítěz etap 1 a 3
Kolem Kataru
vítěz 6. etapy
Arctic Race of Norway
vítěz 2. etapy
2. místo Velothon Berlin
4. místo Trofeo Playa de Palma
10. místo Trofeo Santanyi-Ses Salines-Campos
2016
vítěz Paříž–Bourges
Critérium International
vítěz 1. etapy
2. místo Trofeo Felanitx-Ses Salines-Campos-Porreres
3. místo Eschborn–Frankfurt - Rund um den Finanzplatz
4. místo Trofeo Playa de Palma
Giro di Toscana
5. místo celkově
vítěz bodovací soutěže
vítěz 2. etapy
Kolem Kataru
7. místo celkově
8. místo Grand Prix de Fourmies
2017
vítěz Münsterland Giro
Kolem Turecka
vítěz etap 1, 2, 3 a 5
Kolem Slovinska
 vítěz bodovací soutěže
vítěz etap 1 a 4
Czech Cycling Tour
 vítěz bodovací soutěže
vítěz etap 2 a 4
Paříž–Nice
vítěz 3. etapy
2. místo Down Under Classic
8. místo RideLondon–Surrey Classic
10. místo Grosser Preis des Kantons Aargau
2018
vítěz Rund um Köln
Giro d'Italia
vítěz etap 7, 12 a 21
Kolem Turecka
 vítěz bodovací soutěže
vítěz etap 2, 3 a 6
7. místo Eschborn–Frankfurt
2019
Národní šampionát
 vítěz silničního závodu
BinckBank Tour
 vítěz bodovací soutěže
vítěz etap 1, 2 a 3
Kolem Turecka
 vítěz bodovací soutěže
vítěz etap 1 a 2
Vuelta a España
vítěz etap 3 a 14
lídr  po etapách 4 – 6
Paříž–Nice
vítěz etap 3 a 6
Critérium du Dauphiné
vítěz 3. etapy
UAE Tour
vítěz 7. etapy
Vuelta a San Juan
vítěz 7. etapy
2. místo RideLondon–Surrey Classic
Mistrovství Evropy v silniční cyklistice
6. místo silniční závod
10. místo Rund um Köln
2020
vítěz Race Torquay
Tour de France
 vítěz bodovací soutěže
vítěz etap 10 a 21
Vuelta a España
vítěz 4. etapy
Tour Down Under
vítěz 1. etapy
Tour de Wallonie
vítěz 3. etapy
Vuelta a Burgos
vítěz 4. etapy
8. místo Scheldeprijs
2021
vítěz Classic Brugge–De Panne
Volta ao Algarve
 vítěz bodovací soutěže
vítěz etap 1 a 3
Paříž–Nice
vítěz etap 1 a 5
UAE Tour
vítěz etap 4 a 6
2. místo Scheldeprijs
2022
vítěz Eschborn–Frankfurt
Vuelta a España
vítěz etap 2 a 3
lídr  po etapách 2 – 7
3. místo Paříž–Tours
Mistrovství Evropy
5. místo silniční závod
5. místo Rund um Köln
5. místo Ronde van Limburg
5. místo Münsterland Giro
2023
Sibiu Cycling Tour
 vítěz bodovací soutěže
vítěz etap 1 a 4a
Vuelta a San Juan
vítěz 1. etapy
Národní šampionát
3. místo silniční závod
2024
Tour de La Provence
9. místo celkově

### Výsledky na Grand Tours
| Grand Tour      | 2015 | 2016 | 2017 | 2018 | 2019 | 2020 | 2021 | 2022 | 2023 | 2024 |
| --------------- | ---- | ---- | ---- | ---- | ---- | ---- | ---- | ---- | ---- | ---- |
| Giro d'Italia   | —    | —    | 158  | 112  | —    | —    | —    | —    | —    | —    |
| Tour de France  | DNF  | 174  | —    | —    | —    | 138  | —    | —    | —    | DNF  |
| Vuelta a España | —    | —    | —    | —    | 134  | 137  | —    | DNF  | —    | —    |

### Výsledky na klasikách
| Monument                        | 2013                             | 2014                             | 2015                             | 2016                             | 2017                             | 2018                             | 2019                             | 2020                             | 2021                             | 2022                             | 2023                             | 2024                             |
| ------------------------------- | -------------------------------- | -------------------------------- | -------------------------------- | -------------------------------- | -------------------------------- | -------------------------------- | -------------------------------- | -------------------------------- | -------------------------------- | -------------------------------- | -------------------------------- | -------------------------------- |
| Milán – San Remo                | —                                | —                                | 78                               | 129                              | 66                               | —                                | 28                               | 60                               | 42                               | —                                | DNF                              | —                                |
| Kolem Flander                   | —                                | DNF                              | —                                | —                                | —                                | —                                | —                                | —                                | —                                | —                                | —                                | —                                |
| Paříž–Roubaix                   | —                                | 134                              | OTL                              | —                                | —                                | —                                | —                                | NS                               | —                                | —                                | —                                | —                                |
| Lutych–Bastogne–Lutych          | Nezúčastnil se během své kariéry | Nezúčastnil se během své kariéry | Nezúčastnil se během své kariéry | Nezúčastnil se během své kariéry | Nezúčastnil se během své kariéry | Nezúčastnil se během své kariéry | Nezúčastnil se během své kariéry | Nezúčastnil se během své kariéry | Nezúčastnil se během své kariéry | Nezúčastnil se během své kariéry | Nezúčastnil se během své kariéry | Nezúčastnil se během své kariéry |
| Giro di Lombardia               | Nezúčastnil se během své kariéry | Nezúčastnil se během své kariéry | Nezúčastnil se během své kariéry | Nezúčastnil se během své kariéry | Nezúčastnil se během své kariéry | Nezúčastnil se během své kariéry | Nezúčastnil se během své kariéry | Nezúčastnil se během své kariéry | Nezúčastnil se během své kariéry | Nezúčastnil se během své kariéry | Nezúčastnil se během své kariéry | Nezúčastnil se během své kariéry |
| Klasika                         | 2013                             | 2014                             | 2015                             | 2016                             | 2017                             | 2018                             | 2019                             | 2020                             | 2021                             | 2022                             | 2023                             | 2024                             |
| Kuurne–Brusel–Kuurne            | —                                | —                                | 19                               | DNF                              | 24                               | DNF                              | —                                | —                                | —                                | —                                | —                                | —                                |
| Classic Brugge–De Panne         | DNF                              | —                                | —                                | —                                | DNF                              | —                                | —                                | —                                | 1                                | 17                               | DNF                              | —                                |
| Gent–Wevelgem                   | —                                | 12                               | DNF                              | —                                | 17                               | —                                | —                                | DNF                              | 55                               | 106                              | DNF                              | DNF                              |
| Dwars door Vlaanderen           | DNF                              | DNF                              | —                                | —                                | 32                               | —                                | —                                | NS                               | —                                | DNF                              | —                                | —                                |
| Scheldeprijs                    | —                                | 5                                | DNF                              | 12                               | —                                | —                                | —                                | 8                                | 2                                | 13                               | —                                | —                                |
| Eschborn–Frankfurt              | —                                | —                                | NS                               | 3                                | 22                               | 7                                | —                                | NS                               | —                                | 1                                | 69                               | DNF                              |
| EuroEyes Cyclassics             | —                                | —                                | 113                              | 130                              | 11                               | —                                | —                                | Nejelo se                        | Nejelo se                        | —                                | DNF                              | —                                |
| Bretagne Classic                | —                                | —                                | —                                | —                                | DNF                              | DNF                              | —                                | —                                | —                                | —                                | —                                | —                                |
| Grand Prix Cycliste de Québec   | —                                | —                                | 86                               | 52                               | —                                | DNF                              | —                                | Nejelo se                        | Nejelo se                        | —                                | —                                | —                                |
| Grand Prix Cycliste de Montréal | —                                | —                                | DNF                              | 97                               | —                                | DNF                              | —                                | Nejelo se                        | Nejelo se                        | —                                | —                                | —                                |

| —   | Nezúčastnil se    |
| DNF | Nedokončil        |
| NS  | Nejelo se         |
| OTL | Mimo časový limit |